# Княгиницька сільська рада
| Княгиницька сільська рада — орган місцевого самоврядування у Рогатинському районі Івано-Франківської області з адміністративним центром у с. Княгиничі. Історична дата утворення: в 1944 році. Водоймища на території, підпорядкованій даній раді: річка Свірж. Сільській раді підпорядковані населені пункти: - с. Княгиничі - с. Загір'я |

## Склад ради
Рада складається з 16 депутатів та голови.

### Керівний склад ради
| ПІБ                      | Основні відомості                                                 | Дата обрання | Дата звільнення |
| ------------------------ | ----------------------------------------------------------------- | ------------ | --------------- |
| Грицишин Петро Семенович | Сільський голова, 1954 року народження, освіта                    | 26.03.2006   | 31.10.2010      |
| Байда Леонід Федорович   | Сільський голова, 1963 року народження, освіта вища, безпартійний | 31.10.2010   |                 |

Примітка: таблиця складена за даними джерела